# Audowera
Audowera (zm. 580) – żona frankijskiego króla Neustrii, Chilperyka I.

## Życiorys
Audowera – jedna z wielu konkubin Chilperyka – została jego żoną. W jej otoczeniu znajdowała się służąca Fredegunda, która spodobała się Chilperykowi. Fredegunda postanowiła usunąć królową. W czasie, gdy Chilperyk znajdował się na wyprawie wojennej, Audowera właśnie urodziła córkę. Jej służąca podsunęła jej myśl, iż tylko Audowera jest godna zostać matką chrzestną własnej córki. Audowera ochrzciła córkę zgodnie z tym pomysłem. Według prawa kanonicznego fakt, iż Audowera została matką chrzestną własnej córki, stanowiła przeszkodę małżeńską pomiędzy nią a królem. Po powrocie z wyprawy wojennej Chilperyk został o całej sytuacji poinformowany przez Fredegundę. Król rozwiódł się z Audowerą, która została umieszczona w klasztorze w Le Mans jako zakonnica. Po piętnastu latach pobytu w klasztorze została zamordowana na zlecenie Fredegundy.     
Audowera miała z Chilperykiem pięcioro dzieci:
- Teudeberta – zginął w bitwie w 575 roku w czasie wojny z Sigebertem,
- Meroweusza,
- Chlodwiga – zamordowanego z rozkazu Fredegundy,
- Hildewindę – z rozkazu Fredegundy zgwałconą i zamkniętą w klasztorze w Poitiers,
- Basinę – zakonnicę i przywódczynię buntu zakonnic w Poitiers.